# Quang Trung, thành phố Nam Định
Quang Trung là một phường thuộc thành phố Nam Định, tỉnh Nam Định, Việt Nam.

## Địa lý
Phường Quang Trung có diện tích 1,57 km², dân số năm 2022 là 41.215 người, mật độ dân số đạt 26.251 người/km².

## Lịch sử
Năm 1954, thành lập khu phố Quang Trung.
Ngày 21 tháng 4 năm 1965, Ủy ban Thường vụ Quốc hội ban hành Quyết định số 103-NQ-TVQH về việc thành lập tỉnh Nam Hà trên cơ sở tỉnh Hà Nam và tỉnh Nam Định. Khi đó, phường Quang Trung thuộc thành phố Nam Định, tỉnh Nam Hà.
Ngày 27 tháng 12 năm 1975, Quốc hội ban hành Nghị quyết về việc thành lập tỉnh Hà Nam Ninh trên cơ sở tỉnh Nam Hà và tỉnh Ninh Bình. Khi đó, phường Quang Trung thuộc thành phố Nam Định, tỉnh Hà Nam Ninh.
Ngày 23 tháng 4 năm 1985, Hội đồng Bộ trưởng Quyết định số 142-HĐBT về việc:
- Sáp nhập 5 tổ dân phố với 1.057 nhân khẩu của phường Quang Trung vào phường Cửa Bắc.
- Thành lập phường Hạ Long trên cơ sở 71 tổ dân phố với 10.408 nhân khẩu của phường Trần Tế Xương.

Sau khi điều chỉnh, phường Quang Trung còn 75 tổ dân phố với 14.388 nhân khẩu.
Ngày 26 tháng 12 năm 1991, Quốc hội ban hành Nghị quyết về việc chia tỉnh Hà Nam Ninh thành tỉnh Nam Hà và tỉnh Ninh Bình. Khi đó, phường Hạ Long và phường Quang Trung thuộc thành phố Nam Định, tỉnh Nam Hà.
Ngày 6 tháng 11 năm 1996, Quốc hội ban hành Nghị quyết về việc chia tỉnh Nam Hà thành tỉnh Nam Định và tỉnh Hà Nam. Khi đó, phường Hạ Long và phường Quang Trung thuộc thành phố Nam Định, tỉnh Nam Định.
Ngày 9 tháng 1 năm 2004, Chính phủ ban hành Nghị định số 17/2004/NĐ-CP về việc thành lập phường Thống Nhất trên cơ sở điều chỉnh 13,70 ha diện tích tự nhiên và 1.464 nhân khẩu của phường Quang Trung.
Sau khi điều chỉnh địa giới hành chính, phường Quang Trung còn lại 29,49 ha diện tích tự nhiên và 10.956 nhân khẩu.
Ngày 2 tháng 12 năm 2021, HĐND tỉnh Nam Định ban hành Nghị quyết số 63/2021/NQ-HĐND về việc:
1. Phường Hạ Long
- Thành lập tổ dân phố số 1 trên cơ sở 3 tổ dân phố: 1, 3, 4.
- Thành lập tổ dân phố số 2 trên cơ sở 4 tổ dân phố: 6, 7, 8, 9.
- Thành lập tổ dân phố số 3 trên cơ sở 4 tổ dân phố: 5, 11, 12, 13.
- Thành lập tổ dân phố số 4 trên cơ sở 6 tổ dân phố: 14, 15, 16, 17, 18, 19.
- Thành lập tổ dân phố số 5 trên cơ sở 4 tổ dân phố: 22, 23, 24, 31.
- Thành lập tổ dân phố số 6 trên cơ sở 4 tổ dân phố: 25, 26A, 26B, 30B.
- Thành lập tổ dân phố số 7 trên cơ sở tổ dân phố 27 và tổ dân phố 28.
- Thành lập tổ dân phố số 8 trên cơ sở 3 tổ dân phố: 29A, 29B, 30A.
- Thành lập tổ dân phố số 9 trên cơ sở 3 tổ dân phố: 32, 33, 34.
- Thành lập tổ dân phố số 10 trên cơ sở 3 tổ dân phố: 35, 36, 37.

2. Phường Quang Trung
- Thành lập tổ dân phố số 1 trên cơ sở 5 tổ dân phố: 1, 2, 3, 4, 5.
- Thành lập tổ dân phố số 2 trên cơ sở 5 tổ dân phố: 6, 7, 8, 11, 12.
- Thành lập tổ dân phố số 3 trên cơ sở 4 tổ dân phố: 9, 10, 13, 14.
- Thành lập tổ dân phố số 4 trên cơ sở 4 tổ dân phố: 15, 16, 17, 18.
- Thành lập tổ dân phố số 5 trên cơ sở 4 tổ dân phố: 19, 20, 21, 22.
- Thành lập tổ dân phố số 6 trên cơ sở 4 tổ dân phố: 23, 24, 25, 26.
- Thành lập tổ dân phố số 7 trên cơ sở 5 tổ dân phố: 27, 28, 29, 30, 31.

3. Phường Thống Nhất
- Thành lập tổ dân phố số 2 trên cơ sở tổ dân phố 1 và tổ dân phố 2.
- Thành lập tổ dân phố số 4 trên cơ sở 4 tổ dân phố: 4, 5, 6, 7.
- Thành lập tổ dân phố số 5 trên cơ sở 4 tổ dân phố: 8, 9, 10, 11.
- Thành lập tổ dân phố số 6 trên cơ sở tổ dân phố 12 và tổ dân phố 13.
- Đổi tên tổ dân phố 15 thành tổ dân phố số 1.
- Đổi tên tổ dân phố 14 thành tổ dân phố số 7.
- Đổi tên tổ dân phố 16 thành tổ dân phố số 8.

Tính đến ngày 31/12/2022, phường Hạ Long có 0,59 km² diện tích tự nhiên và quy mô dân số là 20.391 người; phường Thống Nhất có 0,68 km² diện tích tự nhiên và quy mô dân số là 9.556 người; phường Quang Trung có 0,30 km² diện tích tự nhiên và quy mô dân số là 11.268 người.
Ngày 23 tháng 7 năm 2024, Ủy ban Thường vụ Quốc hội ban hành Nghị quyết số 1104/NQ-UBTVQH15 về việc sắp xếp đơn vị hành chính cấp huyện, cấp xã trên địa bàn tỉnh Nam Định (nghị quyết có hiệu lực từ ngày 1 tháng 9 năm 2024). Theo đó, sáp nhập toàn bộ 0,59 km² diện tích tự nhiên, quy mô dân số là 20.391 người của phường Hạ Long và toàn bộ 0,68 km² diện tích tự nhiên, quy mô dân số là 9.556 người của phường Thống Nhất vào phường Quang Trung.
Phường Quang Trung có 1,57 km² diện tích tự nhiên và quy mô dân số là 41.215 người.